# Lymantria uxor
Lymantria uxor este o specie de molii din genul Lymantria, familia Lymantriidae, descrisă de Saalmüller 1884 Conform Catalogue of Life specia Lymantria uxor nu are subspecii cunoscute.